# Abies spectabilis
Abies spectabilis är en tallväxtart som först beskrevs av David Don, och fick sitt nu gällande namn av Charles-François Brisseau de Mirbel. Abies spectabilis ingår i släktet ädelgranar, och familjen tallväxter. Inga underarter finns listade i Catalogue of Life.
Arten förekommer i Afghanistan, sydvästra Kina, Nepal, Pakistan och Indien. Den växer i bergstrakter mellan 2450 och 4000 meter över havet. Abies spectabilis är ofta talrikast i skogarna där den förekommer. Den hittas ofta på norra sluttningar.
Beståndet hotas av intensivt skogsbruk, av skogens omvandling till jordbruksmark och av bränder. IUCN kategoriserar arten globalt som nära hotad.

## Bildgalleri

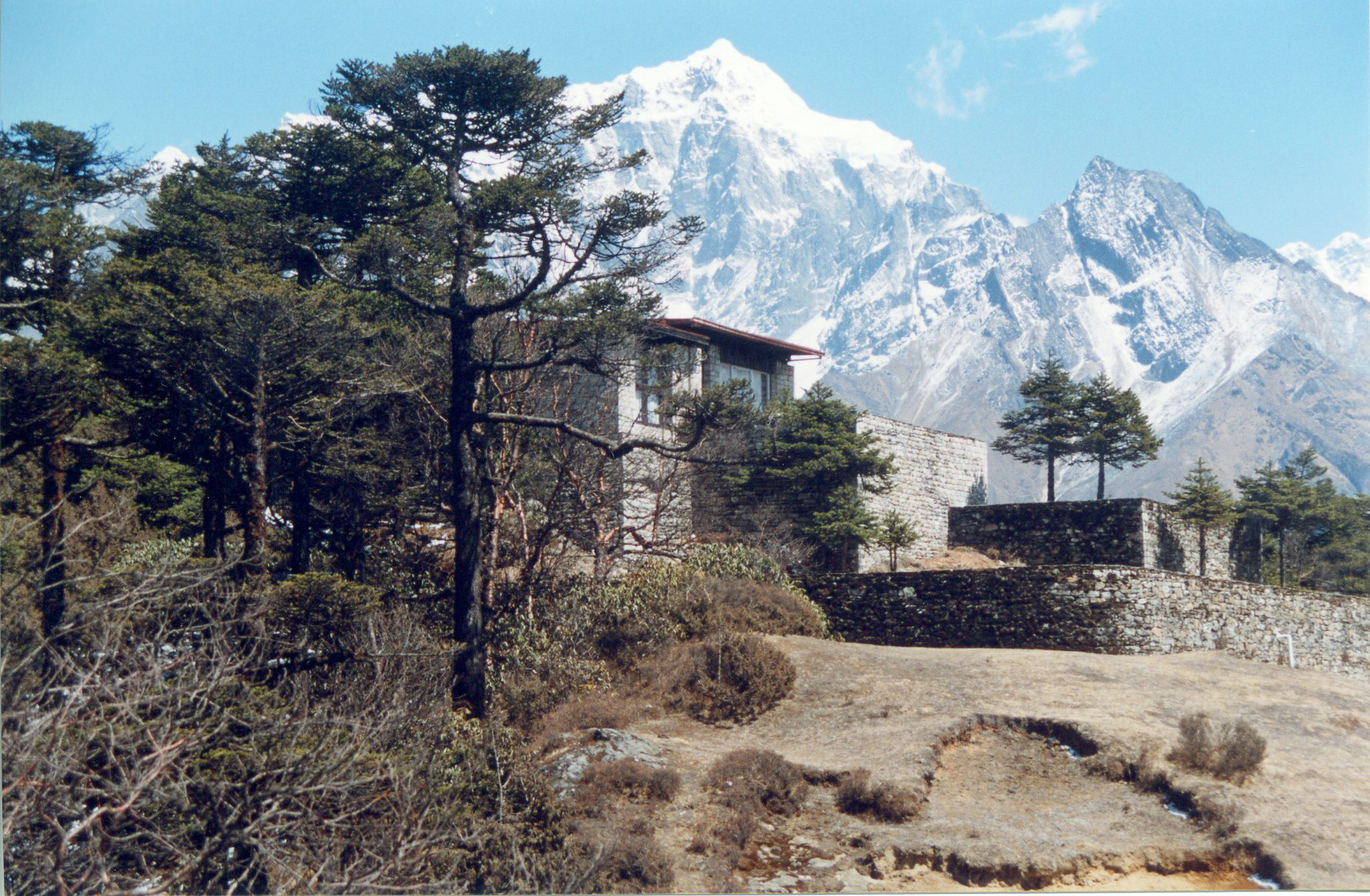
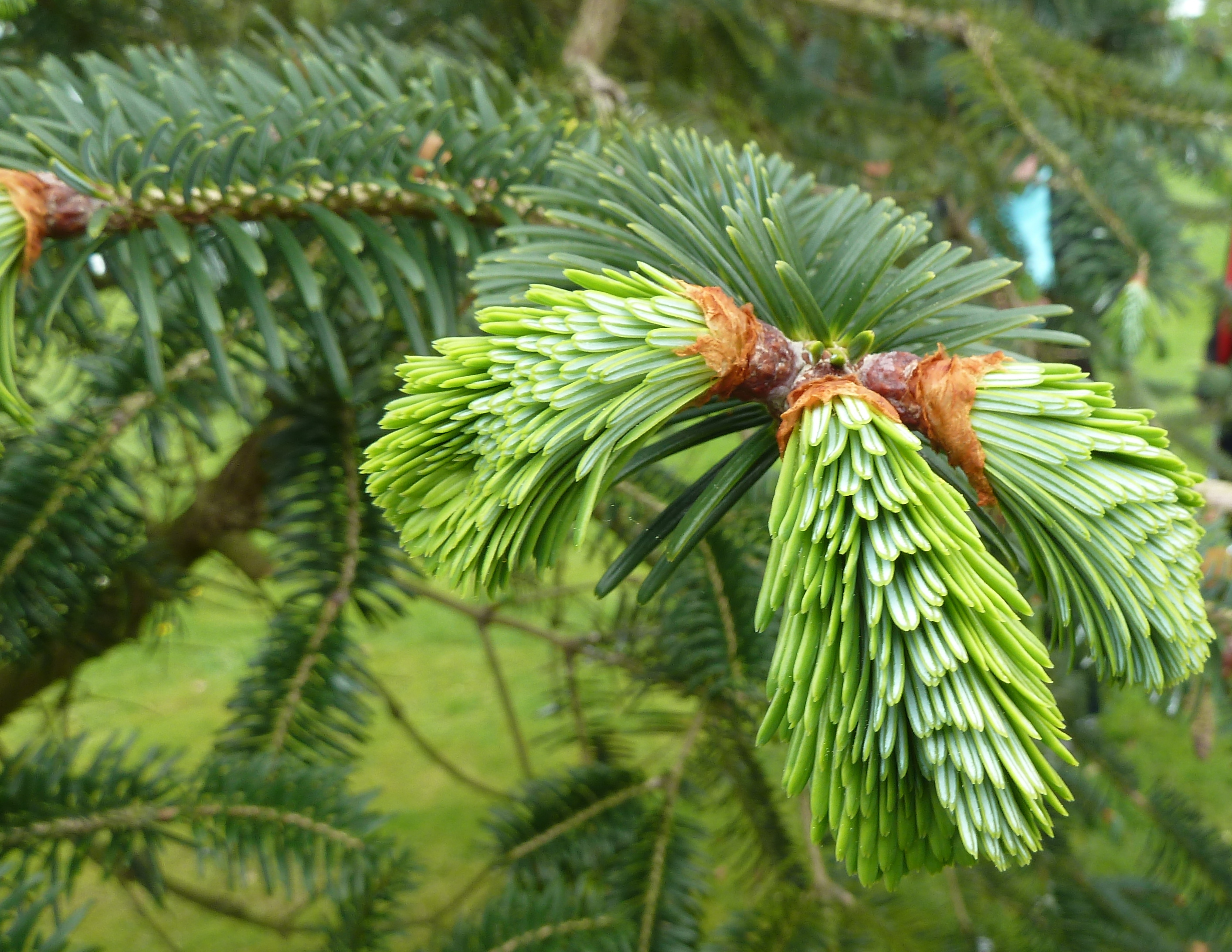